# أسبوع مرور مجلس التعاون لدول الخليج العربية
أسبوع مرور مجلس التعاون لدول الخليج العربية ، يهدف إلى التوعية المرورية لمختلف شرائح المجتمع مما يسهم في خفض الحوادث المرورية بدول المجلس. وتقام فعاليات أسبوع مرور مجلس التعاون كل عام.

## تاريخ
إدراكاً من أصحاب الجلالة والسمو قادة دول المجلس بأن النمو والازدهار الاقتصادي الذي تنعم به دول المجلس لا يمكن أن يتحقق ويتطور إلا في ظل بيئة آمنة ومستقرة، وانطلاقاً من المبدأ الراسخ بأن أمن دول المجلس كل لا يتجزأ، صدرت التوجيهات السامية لأصحاب السمو والمعالي وزراء الداخلية بدول المجلس بالاتصال والتنسيق لعقد لقاء لهم للتباحث وتدارس متطلبات وآليات التنسيق والتعاون الأمني بين الدول الأعضاء. وبهدف التهيئة والتحضير للاجتماع، تشكل فريق عمل من الخبراء الأمنيين في وزارات الداخلية، أعدوا مشروع جدول أعمال للاجتماع الأول لأصحاب السمو والمعالي وزراء الداخلية، تناول إرساء أسس وقواعد تنسيق وتعاون أمني هادف بين الدول الأعضاء يحقق الأهداف السامية لقيام المجلس. أقرّ الاجتماع الثالث لأصحاب السمو والمعالي وزراء الداخلية بدول المجلس (الرياض، نوفمبر 1983) إقامة «أسبوع مرور مجلس التعاون لدول الخليج العربية» تشترك فيه جميع المصالح والمؤسسات الحكومية والخاصة ذات العلاقة بأسبوع المرور. ويهدف النظام إلى التوعية المرورية لمختلف شرائح المجتمع مما يسهم في خفض الحوادث المرورية بدول المجلس. وتقام فعاليات أسبوع مرور مجلس التعاون كل عام.